# ペンシルベニア州の歴史
ペンシルベニア州の歴史（ペンシルベニアしゅうのれきし、英:History of Pennsylvania）は、北アメリカ、現在のアメリカ合衆国ペンシルベニア州にヨーロッパ人が到来してからの歴史を扱う。その歴史はアメリカ人が経験したことは全て含まれているような趣があり、アメリカでも「人種のるつぼ」と言われるのに相応しい所である。

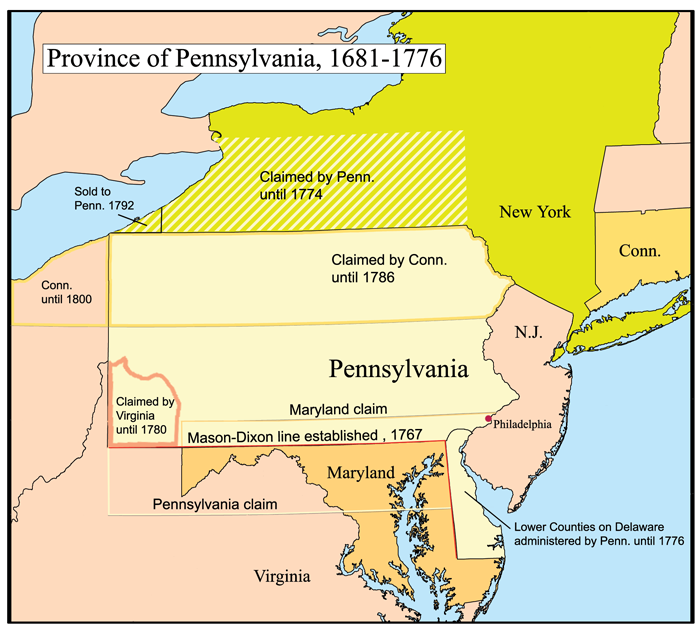
ペンシルベニア植民地の地図

## 植民地以前
ペンシルベニアにヨーロッパ人が移民してくる前は、レナペ族、サスケハノック族、イロコイ連邦、エリー族、ショーニー族などのインディアンが本拠としていた。

## オランダとスウェーデン
デラウェア川水系一帯を領有権主張したのはイギリスであり、その根拠は1497年のジョン・カボット、および1614年と1615年のジョン・スミス船長などによる探検であった。デラウェアという名前は、1610年から1618年までバージニア植民地の知事であった第3代ディ・ラ・ワーレ男爵トマス・ウエストに因んだものだった。当時はこの一帯もバージニア植民地の一部と考えられていた。しかし、オランダは1610年のヘンリー・ハドソンの探検を元に自分達も領有権があると考え、オランダ西インド会社の後援によりこの土地を実際に占領した最初のヨーロッパ人となった。オランダ人は1624年にブリストルの向かいにあるデラウェア川の中の島バーリントン島に交易基地を建設し、1626年にはニュージャージーのグロースターにナッサウ砦を造った。ピーター・ミヌイットがこの頃のオランダ支配人であり、恐らくはバーリントン島でいくらかの時を過ごし、その地域に馴染んだと考えられる。
しかし、ミヌイットはオランダ西インド会社の支配人と不和になり、ニューネーデルラントから呼び戻されたのを機に、当時はヨーロッパの政治で大国であったスウェーデンの多くの友人と誼を通じた。スウェーデンはニュースウェーデン会社を作り、多くの話し合いの後の1638年、ミヌイットがスウェーデン国旗の下の集団を連れてデラウェア川地域に入った。現在のデラウェア州ウィルミントンにクリスティーナ砦を築き交易基地とした。ミヌイットはそこにはヨーロッパ人の開拓地が無かったと言って、デラウェア川の西岸の領有権を主張した。オランダ西インド会社とは異なり、スウェーデンはその交易基地に実際に開拓者を連れてきて植民地とする意図があった。
ミヌイットはその年に帰国中、ハリケーンに遭って水死したが、スウェーデン植民地は徐々に成長を続けた。1644年までにスウェーデン人とフィンランド人開拓者が、クリスティーナ砦からスクーカル川までのデラウェア川西岸に住んでいた。ニュースウェーデンの良く知られた知事、ヨハン・ビョルンソン・プリンツは、開拓地の中心に近い今日のティニカム・タウンシップにその住居を移した。
しかし、オランダはその地域の領有権を諦めることはなく、活発な軍事指導者であるピーター・ストイフェサントが総督になると、スウェーデンの開拓地を攻撃し、1655年にニューネーデルラント植民地に取り込んでしまった。しかしそれも長くは続かず、以前の領有権を主張するイギリスによってオランダは退去させられた。1664年、ヨーク公でイギリス王チャールズ2世の弟ジェームズは遠征隊を派遣して容易にオランダをデラウェア川とハドソン川から駆逐した。ヨーク公はこの地域全体の領主となった。

## イギリス植民地

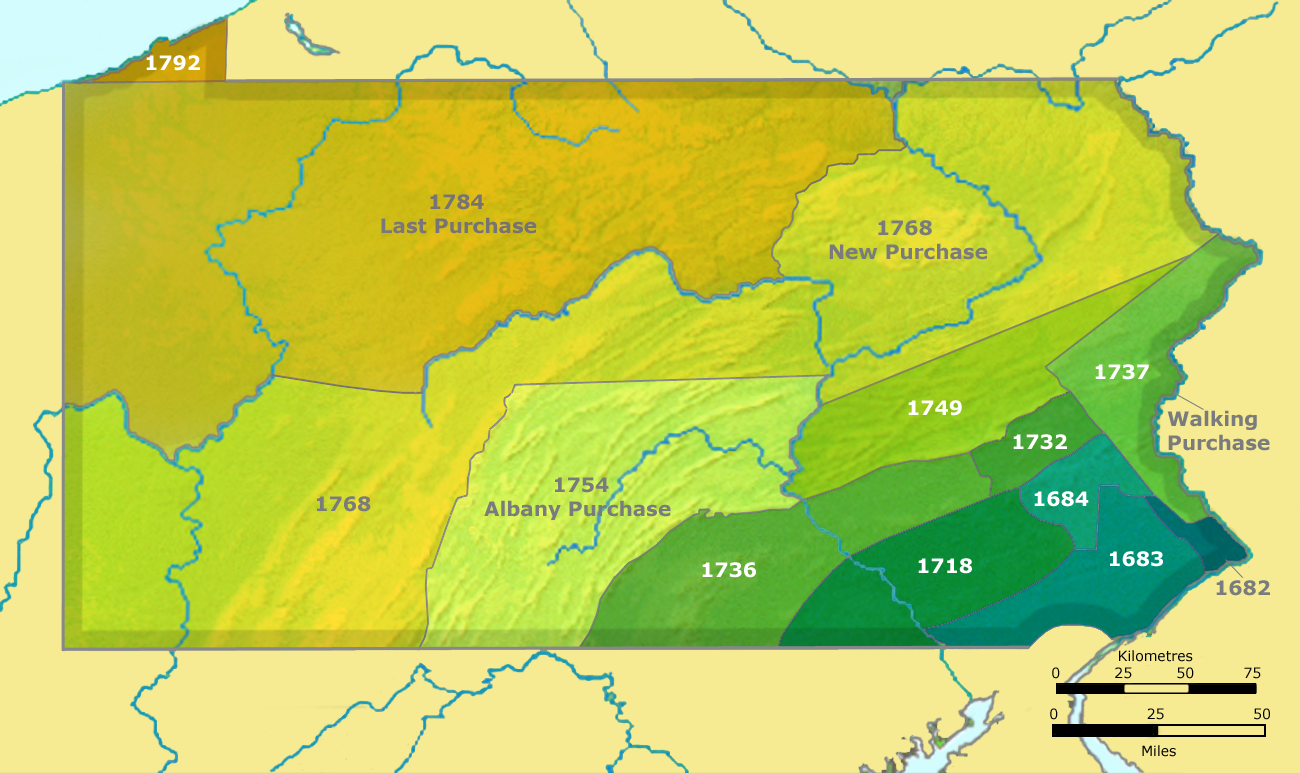
先住民から土地を購入した履歴

1681年3月4日、チャールズ2世は現在のペンシルベニアを含む一帯をウィリアム・ペンに勅許した。ペンはペンシルベニア植民地を創設してクエーカー教徒の信教の自由を保障する地とし、ラテン語の「シルベニア」（森）を取ってペンシルベニアと名づけた。
フィラデルフィアの北と西の広大な土地、現在のモンゴメリー郡、チェスター郡およびデラウェア郡がウェールズのクエーカーによって入植されウェルシュ・トラクトと呼ばれた。今日でもこの地域の多くの都市や町はウェールズの町の名前を付けている。
ペンシルベニアの西部は、北米植民地戦争の間、イギリスとフランスの闘争の場となった。フランスはこの地域に多くの砦を建設した。その中には今日のピッツバーグとなる場所に作られた重要な軸となるデュケイン砦があった。
この植民地で信教の自由が保障されるという評判で、かなりの数のドイツ人やスコットランド系アイルランド人を惹きつけ、ペンシルベニア植民地の形成に貢献することになった。これらの人々は後にさらに西の諸州にも出て行くことになった。
ペンはその植民地に大西洋への出口を欲しいと思い、デラウェアの「3つの下流郡」と呼ばれる地域について、王の弟であるヨーク公ジェームズの領主権を借りた。ペンシルベニア植民地とデラウェアの下流郡は決して統合されることはなかった。というのもヨーク公が、それ故にペンがそこのはっきりした権利を持たなかったからであった。ペンは両方を治めた。またその副知事も両方に割り当てられた。1682年に作ったペンの政府構想では、各郡から平等に代表を集めた合同議会を構成し、デラウェア下流郡とペンシルベニアの上流郡（チェスター、フィラデルフィアおよびバックス）の両方に通じる政治を求めた。議会はフィラデルフィアとデラウェアのニューカッスルで交互に開催された。フィラデルフィアが成長を始めると、その指導者はデラウェアのニューカッスルまで行かねばならないことを不快に思い、人口がまだ少ない下流郡からの議員の了解を得て、1704年以降、2つの議会は別々に活動を行う合意が成立した。

## 独立
ペンシルベニアのほとんどの者が、1763年宣言と1765年の印紙法の後で抗議を支持し、13植民地全てと同じくがっかりした。ペンシルベニアの人々は最初から共同行動を支持し、1765年の印紙法会議には代表を派遣した。困難な状況が続き、1774年の第一次大陸会議にも代表を派遣し、その後の会議ではフィラデルフィアにあるカーペンターズホールで主催した。

### ペンシルベニア憲法　1776年
1776年6月遅くにフィラデルフィアで代議員が集まった。代議員は通信委員会、自由の息子達および州中の他の革命支援集団から選ばれた。この時までに古い議会は有効で有り続ける努力の中で代議員に対する指示を変えていた。7月8日、選出された代議員が憲法制定会議として集合した。ベンジャミン・フランクリンを議長とする委員会が形成されジョージ・ブライアンとジェイムズ・キャノンが主要メンバーであった。9月28日までに会議は憲法を作成した。
この憲法では一院制の議会を規定した。執行機関は「最高執行委員会」であり、そのメンバーは議会によって指名されることとした。この憲法は結局公式に採択されることが無かった。1776年の選挙で急進派が議会を制した。1777年早く、急進派が執行委員会の委員を選出し、トマス・ウォートン・ジュニアが委員長に指名された。当座の政府が独立戦争の間も続き、1790年の憲法制定まで置き換わることはなかった。

### 独立戦争
ブランディワインの戦い、ジャーマンタウンの戦い、バレーフォージ、を参照。
1777年9月11日に行われたブランディワインの戦いで大陸軍は大敗を喫し、9月26日にはイギリス軍によってフィラデルフィアが占領された。起死回生を狙った10月4日のジャーマンタウンの戦いでも大陸軍は敗北した。しかし、北のニューヨークで行われたサラトガの戦いでイギリス軍の大部隊が降伏し、ペンシルベニアに侵攻したイギリス軍の動きは止まった。大陸会議はランカスターに移り、続いてヨークに所を変えた。大陸軍は12月5日から8日のホワイトマーシュの戦いでイギリス軍の攻撃を撥ね返した後、バレーフォージで冬の宿営に入った。1778年2月にフランスがアメリカ側に付いて参戦したことで、情勢が変わった。イギリス軍はフランス海軍の脅威に対抗するため、6月にペンシルベニアからの撤退を開始した。大陸軍はこれを追撃して6月28日にニュージャージーでモンマスの戦いを行ったが、決着は付かず、イギリス軍はニューヨークへ撤退した。これ以降ペンシルベニアでは大きな戦いが無くなった。

## 南北戦争
ペンシルベニアはアメリカ連合国軍（南軍）による攻撃の目標になった。1862年と1863年のJ・E・B・スチュアート、1863年のジョン・インボーデンおよび1864年のジョン・マッコースランドによる騎兵の襲撃であり、最後の時はチェンバーズバーグの町が焼き払われた。
ペンシルベニアではまた、ゲティスバーグの戦いも行われた。多くの歴史家はこの戦いが南北戦争の転換点になったということで意見が一致している。この戦いの戦死者はエイブラハム・リンカーンがゲティスバーグ演説を行ったゲティスバーグ国立墓地に眠っている。
それよりも小さな戦闘が幾つかペンシルベニアの中で戦われた。ハノーバーの戦い、カーライルの戦い、ハンターズタウンの戦いおよびフェアフィールドの戦いであり、すべてゲティスバーグ方面作戦の間のものであった。

## 産業の力　1865年-1900年
19世紀の後半、アメリカの石油産業がペンシルベニアの西部で生まれた。ここから産出されるガソリンがアメリカで消費される量の大半を占める時期が続いたが、石油ブームに沸いた町は隆盛と衰退を経験することになった。

## 多民族社会と労働者　1865年-1945年
この期間のアメリカは主にヨーロッパから何百万人もの移民を迎えた。ペンシルベニアやニューヨークは彼らを大量に受け入れた。到着した移民の多くは貧乏であり工場、製鉄所および炭鉱で仕事に就いた。

## 発展　1900年-1930年
アメリカ合衆国全体が好景気に沸いた20世紀初め、ペンシルベニアもご多分に漏れず好況を呈した。第一次世界大戦とそれに続く特需によって、ピッツバーグの鉄鋼業などは世界最大規模の生産量を誇った。

## 恐慌と第二次世界大戦　1929年-1950年
世界大恐慌の時、ペンシルベニアは1936年に「ペンシルベニア州権限法」を通して公共工事の予算化を試みた。この法によって州総合局を設立し、州からの貸付金と助成金を使って州から土地を買い改良を加えた。州はこの計画に使う資金を連邦政府からの助成金と貸付を受けることに期待していた。ペンシルベニア最高裁は「ケリー対アール事件」で、この法が州憲法に抵触していると判決を下した。

## 製造業と鉱業の衰退　1950年-1975年
20世紀の前半、ペンシルベニアの製鉄業は鉄鋼生産の大中心地に発展した。造船業や他の製造業も州の東部で繁栄し、鉱業は地域の極めて重要な産業となった。19世紀遅くから20世紀初めにかけて、ペンシルベニアは仕事を求める多くのヨーロッパからの移民を受け入れ、組織化された労働組合と経営者側との間に時には暴力的な抗争も起こった。20世紀後半に入ると、鉄鋼業を初めとする重工業がすべて衰退の道を歩み始めた。
1962年、共和党は2回続けて知事選に敗北し、1960年の大統領選挙でも選挙人投票を民主党に奪われており、ビル・スクラントンのような中道が2大政党政治には向いており党を再生できると考えるようになった。スクラントンは知事選でフィラデルフィア市長のリチャードソン・ディルワースと戦った。政策はレイモンド・P・シェイファーを副知事候補とすることでバランスさせた。州の歴史の中でも最も激しい選挙戦を戦いぬいたスクラントンとシェイファーの組は、投票数660万票のうち50万票近い大差を付けて勝利した。
スクラントンは1963年から1967年まで知事を務め、州の教育体系を改革する法律に署名した。この中には州立コミュニティ・カレッジ制度の創設、州教育委員会および州高度教育援助機関の設立が挙げられる。さらに、ペンシルベニア州を国や世界の市場に進出させ生産品やサービスの魅力を増す企画を造った。

## サービスの州　1975年-現在
鉄鋼や鉱業の衰退によってペンシルベニアの経済は凋落し、多くの地域で人口の減少、工場の閉鎖などが起こった。しかし、1970年代の遅くに快復の兆しを掴んだ。国勢調査の度ごとに以前の10年間よりも早く成長するようになった。アジアやラテン・アメリカからの新しい移民が多くの理由で到来するようになった。汚れて、生命がなくなっていた町が活気を取り戻し、成長する所となった。会社が州内に本社を移して来るようになり、ペンシルベニアは国内でも最大の経済を誇る州となった。製造業に代わったものはサービス産業であった。健康管理、小売、輸送および観光業がこの時代の最大産業となった。

### 政治
ボブ・ケーシーが1987年から1995年の州知事であった。ケーシーはアイルランド系アメリカ人であり、古い流派の民主党政治家で、炭鉱夫の息子であり孫でもあった。労働組合の指導者であり、政府は良い結果をもたらす力だと信じた。ケーシーは議会に働きかけて「ペンシルベニア妊娠中絶管理法」を通した。これは妊娠中絶に制限を掛け、親権者への告知、24時間の待機、および母体に危険がある場合を除き部分出産中絶を禁止するものであった。南東ペンシルベニア計画出産団体がケーシーを被告とする訴訟を起こした。この法はロー対ウェイド事件の判例に触れるという主張であった。裁判は1992年4月に州最高裁に進んだ。判決は6月29日に下され、1点（配偶者への告知）を除きペンシルベニアの制限を維持し、州が妊娠中絶を制限する権利があると確認した。国全体で見てもケーシー知事は傑出した妊娠中絶反対の民主党員であり、1992年の民主党大会でも妊娠中絶に未成年条項を加えるよう大衆に要求した。これは拒否されたが声高に抗議することになった。1994年、ケーシーは上院議員に指名していた民主党員ハリス・ウォフォードの再選支持を拒んだ。その理由はウォフォードが中絶に賛成の見解を持っていることだった。この結果、州の民主党は大きく2分され、1994年の選挙では保守派の共和党員リック・サントラムを選ばせることになった。民主党内のケーシー批判派はケーシーを反逆で告訴した。妊娠中絶に関する民主党の不和は、ケーシーの死後5年経った2006年にも消えず、全国民主党の指導者は問題を解消し不満を抱いている妊娠中絶反対の民主党員を引き止める手段としてケーシーの息子ボブ・ケーシー・ジュニアを上院議員に推薦した。この息子はサントラムを地滑り的勝利で破った。

### 1900年以前
- Buck, Solon J.,  Clarence McWilliams and Elizabeth Hawthorn Buck. The Planting of Civilization in Western Pennsylvania (1939), social history  online edition
- Dunaway, Wayland F. The Scotch-Irish of Colonial Pennsylvania (1944) online edition
- Higginbotham, Sanford W. The Keystone in the Democratic Arch: Pennsylvania Politics, 1800-1816 (1952)
- Illick Joseph E. Colonial Pennsylvania: A History (1976) onlineedition
- Ireland, Owen S.  Religion, Ethnicity, and Politics: Ratifying the Constitution in Pennsylvania (1995)
- Kehl, James A. Boss Rule in the Gilded Age: Matt Quay of Pennsylvania (1981) onlineedition
- Klees, Fredric. The Pennsylvania Dutch (1950)
- Klein, Philip Shriver. Pennsylvania Politics, 1817-1832: A Game without Rules (1940)
- McCullough, David. The Johnstown Flood (1987)
- Mueller, Henry R. The Whig Party in Pennsylvania (1922)
- Snyder, Charles Mccool. The Jacksonian Heritage: Pennsylvania Politics, 1833-1848 (1958) online edition
- William A. Sullivan; The Industrial Worker in Pennsylvania, 1800-1840 Pennsylvania Historical and Museum Commission, 1955 online edition
- Tinkcom, Harry Marlin. The Republicans and Federalists in Pennsylvania, 1790-1801: A Study in National Stimulus and Local Response (1950) online edition
- Williamson, Harold F. and Arnold R. Daum. The American Petroleum Industry: The Age of Illumination, 1859-1899 (1959)
- Wood, Ralph. et al. The Pennsylvania Germans (1942) online edition
- Karin Wulf; Not All Wives: Women of Colonial Philadelphia. Cornell University Press, 2000 online edition

### 1900年以後
- John Bodnar; Immigration and Industrialization: Ethnicity in an American Mill Town, 1870-1940, (1977), on Steelton online edition
- Thomas Dublin and Walter Licht, The Face of Decline: The Pennsylvania Anthracite Region in the Twentieth Century Cornell University Press, (2005). ISBN 0-8014-8473-1.
- Kenneth J. Heineman; A Catholic New Deal: Religion and Reform in Depression Pittsburgh, 1999 online edition
- M. Nelson McGeary, Gifford Pinchot: Forester-Politician (1960) Republican governor 1923?1927 and 1931?1935
- Warren, Kenneth. Big Steel: The First Century of the United States Steel Corporation, 1901-2001 (2002)

### 一次資料
- Vincent P. Carocci, A Capitol Journey: Reflections on the Press, Politics, and the Making Of Public Policy In Pennsylvania. (2005) memoir by senior aide to Gov Casey in 1990sexcerpts online
- Casey, Robert P.  Fighting for Life: The Story of a Courageous Pro-Life Democrat Whose Own Brush with Death Made Medical History.   Dallas, Texas: Word Publishing (1996).  Autobiography.  Hardcover: ISBN 0-849-91224-5,  ISBN 978-0-84991-224-5.
- W. E. B. Dubois; The Philadelphia Negro: A Social Study (1899) online edition
- Albert Cook Myers; ed., Narratives of Early Pennsylvania, West New Jersey and Delaware, 1630-1707, (1912) online edition